# 14thライヴサーキット“The dice are cast ” Live in OSAKA-JO HALL 2015
『14thライヴサーキット "The dice are cast" Live in OSAKA-JO HALL 2015』は、ポルノグラフィティのライヴ映像作品。2016年4月13日にSME Recordsよりリリースされた。

## 概要
前作『神戸・横浜ロマンスポルノ'14 〜惑ワ不ノ森〜 Live at YOKOHAMA STADIUM』から1年2か月ぶりのリリースとなるライヴ映像作品。
10thアルバム『RHINOCEROS』を引っ提げ、2015年9月から12月にかけて開催されたホールツアー『14thライヴサーキット "The dice are cast"』から、ツアーファイナルとなった大阪城ホール公演（12月22日）のライヴ映像が収録されている。
初回生産限定盤（3DVD／2BD）、通常盤（2DVD／BD）の4形態でのリリース。初回生産限定盤にはツアーの写真を使用した「ライヴフォトブックレット」が封入されている他、ボーナスディスクには2015年7月19日に開催された『Amuse Fes 2015 BBQ in つま恋 ～僕らのビートを喰らえコラ！～』でのポルノグラフィティのステージ全10曲のライヴ映像が収録されている。
本作のリリースを記念して、リリース日の4月13日にはポルノグラフィティ初のLINEスタンプ「スタンプ押しんサイ！」が発表された。追加アリーナ公演のライヴナビゲーター・サイがモチーフとなっており、スタンプ内で使用されている広島弁はメンバーが細かく監修したものとのこと。

## 収録内容

### 14thライヴサーキット "The dice are cast" Live in OSAKA-JO HALL 2015
10thアルバム『RHINOCEROS』収録曲の他、「Century Lovers」「サウダージ」「メリッサ」「ジョバイロ」といった人気曲を収録。なお、ツアー前半に披露された「ミュージック・アワー」、ホール公演でのみ披露された「デザイア」「空が青すぎて」が未収録となっている。
| #   | タイトル                                                    | 作詞 | 作曲・編曲 |
| --- | ----------------------------------------------------------- | ---- | ---------- |
| 1.  | 「ANGRY BIRD」                                              |      |            |
| 2.  | 「俺たちのセレブレーション」                                |      |            |
| 3.  | 「Stand Alone」                                             |      |            |
| 4.  | 「ソーシャル ESCAPE」                                       |      |            |
| 5.  | 「ポストマン」                                              |      |            |
| 6.  | 「ワン・ウーマン・ショー 〜甘い幻〜」                       |      |            |
| 7.  | 「ジョバイロ」                                              |      |            |
| 8.  | 「螺旋」                                                    |      |            |
| 9.  | 「ミステーロ」(w/"The dice are cast" カルテット)            |      |            |
| 10. | 「バベルの風」(w/"The dice are cast" カルテット)            |      |            |
| 11. | 「AGAIN」(w/"The dice are cast" カルテット)                 |      |            |
| 12. | 「メリッサ」                                                |      |            |
| 13. | 「Hard Days, Holy Night」(w/"The dice are cast" カルテット) |      |            |
| 14. | 「Hey Mama」                                                |      |            |
| 15. | 「wataridori」(w/"The dice are cast" カルテット)            |      |            |
| 16. | 「瞳の奥をのぞかせて」                                      |      |            |
| 17. | 「サウダージ」(w/NAOTO)                                     |      |            |
| 18. | 「Century Lovers」                                          |      |            |
| 19. | 「Mugen」                                                   |      |            |
| 20. | 「Good luck to you」                                        |      |            |
| 21. | 「Ohhh!!! HANABI」                                          |      |            |
| 22. | 「オー！リバル」                                            |      |            |
| 23. | 「スロウ・ザ・コイン」(ENCORE)                              |      |            |
| 24. | 「ジレンマ」(ENCORE w/NAOTO)                                |      |            |

#### 演奏参加
Porno Graffitti
- 岡野昭仁: Vocal
- 新藤晴一: Guitars

Support Musicians
- 野崎真助: Drums
- 野崎森男: Bass
- 宗本康兵: Keyboards
- くわG: Percussion
- nang-chang: Manipulator

Guest Musicians
- "The dice are cast" カルテット
  - NAOTO: Solo/1st Violin
  - 柳原有弥: 2nd Violin
  - 松本有理: Viola
  - 古川淑恵: Cello

### Amuse Fes 2015 BBQ in つま恋 ～僕らのビートを喰らえコラ！～
| #   | タイトル                             | 作詞 | 作曲・編曲 |
| --- | ------------------------------------ | ---- | ---------- |
| 1.  | 「ネオメロドラマティック」           |      |            |
| 2.  | 「幸せについて本気出して考えてみた」 |      |            |
| 3.  | 「サウダージ」                       |      |            |
| 4.  | 「瞬く星の下で」                     |      |            |
| 5.  | 「愛が呼ぶほうへ」                   |      |            |
| 6.  | 「ラック」                           |      |            |
| 7.  | 「メリッサ」                         |      |            |
| 8.  | 「ハネウマライダー」                 |      |            |
| 9.  | 「オー！リバル」                     |      |            |
| 10. | 「Ohhh!!! HANABI」(ENCORE)           |      |            |

#### 演奏参加
Porno Graffitti
- 岡野昭仁: Vocal
- 新藤晴一: Guitars

Support Musicians
- 野崎真助: Drums
- 野崎森男: Bass
- 宗本康兵: Keyboards
- nang-chang: Manipulator